# Кућане
Кућане је насеље у Србији у општини Рашка у Рашком округу. Према попису из 2022. било је 126 становника.

## Демографија
У насељу Кућане живи 97 пунолетних становника, а просечна старост становништва износи 43,7 година (41,3 код мушкараца и 45,6 код жена). У насељу има 46 домаћинстава, а просечан број чланова по домаћинству је 2,54.
Ово насеље је великим делом насељено Србима (према попису из 2002. године), а у последња три пописа, примећен је пад у броју становника.
|  |

| Демографија | Демографија | Демографија |
| Година      | Становника  | Становника  |
| ----------- | ----------- | ----------- |
| 1948.       | 346         |             |
| 1953.       | 393         |             |
| 1961.       | 408         |             |
| 1971.       | 273         |             |
| 1981.       | 177         |             |
| 1991.       | 127         | 127         |
| 2002.       | 117         | 117         |

| Етнички састав према попису из 2002.‍ | Етнички састав према попису из 2002.‍ | Етнички састав према попису из 2002.‍ | Етнички састав према попису из 2002.‍ | Етнички састав према попису из 2002.‍ |
| ------------------------------------ | ------------------------------------ | ------------------------------------ | ------------------------------------ | ------------------------------------ |
|                                      |                                      |                                      |                                      |                                      |
| Срби                                 | Срби                                 |                                      | 115                                  | 98,29%                               |
| Роми                                 | Роми                                 |                                      | 1                                    | 0,85%                                |
| непознато                            | непознато                            |                                      | 1                                    | 0,85%                                |

| Година пописа     | 1948. | 1953. | 1961. | 1971. | 1981. | 1991. | 2002. |
| ----------------- | ----- | ----- | ----- | ----- | ----- | ----- | ----- |
| Број домаћинстава | 44    | 43    | 62    | 60    | 56    | 55    | 46    |

| Број чланова      | 1  | 2  | 3 | 4  | 5 | 6 | 7 | 8 | 9 | 10 и више | Просек |
| ----------------- | -- | -- | - | -- | - | - | - | - | - | --------- | ------ |
| Број домаћинстава | 12 | 17 | 3 | 10 | 3 | 0 | 1 | 0 | 0 | 0         | 2,54   |

| Пол    | Укупно | Неожењен/Неудата | Ожењен/Удата | Удовац/Удовица | Разведен/Разведена | Непознато |
| ------ | ------ | ---------------- | ------------ | -------------- | ------------------ | --------- |
| Мушки  | 45     | 12               | 28           | 3              | 2                  | 0         |
| Женски | 55     | 13               | 28           | 13             | 0                  | 1         |
| УКУПНО | 100    | 25               | 56           | 16             | 2                  | 1         |

| Пол    | Укупно                    | Пољопривреда, лов и шумарство | Рибарство                            | Вађење руде и камена | Прерађивачка индустрија       |
| ------ | ------------------------- | ----------------------------- | ------------------------------------ | -------------------- | ----------------------------- |
| Мушки  | 25                        | 8                             | 0                                    | 4                    | 3                             |
| Женски | 18                        | 8                             | 0                                    | 0                    | 3                             |
| УКУПНО | 43                        | 16                            | 0                                    | 4                    | 6                             |
| Пол    | Производња и снабдевање   | Грађевинарство                | Трговина                             | Хотели и ресторани   | Саобраћај, складиштење и везе |
| Мушки  | 1                         | 1                             | 0                                    | 1                    | 0                             |
| Женски | 1                         | 0                             | 1                                    | 1                    | 0                             |
| УКУПНО | 2                         | 1                             | 1                                    | 2                    | 0                             |
| Пол    | Финансијско посредовање   | Некретнине                    | Државна управа и одбрана             | Образовање           | Здравствени и социјални рад   |
| Мушки  | 0                         | 1                             | 0                                    | 0                    | 0                             |
| Женски | 0                         | 0                             | 0                                    | 0                    | 0                             |
| УКУПНО | 0                         | 1                             | 0                                    | 0                    | 0                             |
| Пол    | Остале услужне активности | Приватна домаћинства          | Екстериторијалне организације и тела | Непознато            | Непознато                     |
| Мушки  | 0                         | 0                             | 0                                    | 6                    | 6                             |
| Женски | 0                         | 0                             | 0                                    | 4                    | 4                             |
| УКУПНО | 0                         | 0                             | 0                                    | 10                   | 10                            |